# Рышкевич, Мирослав
Мирослав Рышкевич (эст. Miroslav Rõškevitš; 21 июня 1986, Таллин) — эстонский футболист, полузащитник.

## Биография
Воспитанник клуба «Аякс-Эстель» (Таллин). Во взрослом футболе дебютировал в 16-летнем возрасте в резервной команде своего клуба, выступавшей в четвёртом дивизионе Эстонии.
В 2003 году перешёл в «Левадию». В первом сезоне сыграл 2 матча и забил один гол в высшей лиге Эстонии за второй состав клуба, выступавший тогда как «Левадия» из Таллина (основная команда клуба представляла тогда Маарду). Дебютный матч в элите сыграл 18 августа 2003 года против «Транса». 24 сентября 2004 года сыграл первый матч за основную команду «Левадии», представлявшую теперь Таллин, против ТФМК, этот матч остался для игрока единственным в том сезоне. В 2005 году стал играть за «Левадию» более регулярно, проведя 17 матчей. В 2006 году играл за «Аякс Ласнамяэ», проводивший дебютный сезон в высшей лиге. В 2007 году вернулся в «Левадию» и выступал за клуб ещё полтора сезона. С «Левадией» неоднократно становился чемпионом и призёром чемпионата страны, обладателем Кубка Эстонии.
Во второй половине сезона 2008 года выступал за «Калев» (Силламяэ). В 2009 году играл за таллинский «Нымме Калью», стал финалистом Кубка Эстонии. В матче чемпионата страны 9 мая 2009 года против «Курессааре» (6:1) сделал хет-трик. В 2010 году играл за «Аякс» в первой лиге.
В начале 2010-х годов выступал за «Хювинкяян Паллосеура» в низших лигах Финляндии. В 2012 году пытался трудоустроиться в клуб «Сувурой» из чемпионата Фарерских островов, но не получил рабочую визу. После возвращения на родину сыграл один матч в первой лиге за «Ирбис» (Кивиыли).
Всего в высшем дивизионе Эстонии сыграл 95 матчей и забил 15 голов.
Выступал за молодёжную сборную Эстонии.
В 2020 году в составе сборной Эстонии по киберфутболу участвовал в официальных международных соревнованиях под эгидой УЕФА по игре eFootball PES 2020 на консоли PlayStation 4.

## Достижения
- Чемпион Эстонии: 2004, 2007
- Серебряный призёр чемпионата Эстонии: 2005
- Обладатель Кубка Эстонии: 2003/04, 2004/05, 2006/07
- Финалист Кубка Эстонии: 2008/09